# Filipstad
Filipstad est une ville minière de Suède, chef-lieu de la commune de Filipstad dans le comté de Värmland. 6 329 personnes y vivaient en 2019.

## Géographie
Filipstad occupe une zone naturelle très étirée à l'est de la vallée du Klarälven et demeure à l'écart des itinéraires touristiques. Filipstad est réputée comme lieu de randonnées : escapades en draisienne, en chariot bâché et clubs de canoë. Les alentours sont riches en roches et cristaux, notamment grâce aux anciens puits de mine comme celui de Långban. On y trouve quantité de castors et d'élans. Au sud, Filipstad s'ouvre sur de vastes champs agricoles, tandis que le nord est parcouru de torrents, d'épaisses forêts et montagnes.

## Histoire
On y a découvert des gisements de fer au XVe siècle : dès lors, autour des puits de mines et des forges, un village prit naissance. On peut encore voir quelques constructions datant de cette époque pionnière, malgré l'avancée de la forêt faute d'entretien. C'est de ce village que sont originaires l'ingénieur John Ericsson, promoteur de la propulsion par hélice et constructeur du premier cuirassé, le poète Nils Ferlin et le compositeur Edvin Kallstenius. 

## Économie
Une usine John Deere y fabrique du matériel forestier. C'est aussi à Filipstad qu'on fabrique le pain croquant suédois de Wasa.